# Premio Quattro Libertà
Il Premio delle Quattro Libertà (in Inglese, The Four Freedoms Award) è un premio annuale assegnato agli uomini e alle donne i cui risultati hanno dimostrato un impegno nei confronti di quei principi che il presidente degli Stati Uniti Franklin Delano Roosevelt ha proclamato nel suo discorso delle quattro libertà al Congresso degli Stati Uniti il 6 gennaio 1941, come essenziali per la democrazia: "libertà di parola e di espressione, libertà di culto, libertà dal bisogno, libertà dalla paura". Il premio annuale viene consegnato ad anni alterni a New York dal Roosevelt Institute ai cittadini statunitensi e a Middelburg, Paesi Bassi, dal Roosevelt Stichting ai non statunitensi.

## Categorie
Il premio è diviso in quattro categorie, che sono derivate dal discorso di Roosevelt sulle Quattro libertà.
Queste categorie sono:
- Libertà di Espressione
- Libertà religiosa
- Libertà dalla Povertà
- Libertà dalla Paura

## Premiati per la Libertà di Pensiero
(Roosevelt, January 6, 1941)
La prima è la libertà di espressione, dappertutto nel mondo. (dall'Inglese, Franklin Delano Roosevelt nel suo discorso delle Quattro Libertà)
| Anno | Middelburg                      | Anno | Hyde Park                                        |
| ---- | ------------------------------- | ---- | ------------------------------------------------ |
| 1982 | Max van der Stoel               | 1983 | Joseph L. Rauh, Jr.                              |
| 1984 | Amnesty International           | 1985 | Kenneth B. Clark                                 |
| 1986 | El País                         | 1987 | Herbert Block                                    |
| 1988 | Ellen Johnson Sirleaf           | 1989 | Walter Cronkite                                  |
| 1990 | No Award                        | 1991 | James Reston                                     |
| 1992 | Mstislav Rostropovich           | 1993 | Arthur Miller                                    |
| 1994 | Marion Dönhoff                  | 1995 | Mary McGrory                                     |
| 1996 | John Hume                       | 1997 | Sidney R. Yates                                  |
| 1998 | CNN                             | 1999 | John Lewis                                       |
| 2000 | Bronisław Geremek               | 2001 | The New York Times e la famiglia Ochs/Sulzberger |
| 2002 | Radio Free Europe/Radio Liberty | 2003 | Studs Terkel                                     |
| 2004 | Lennart Meri                    | 2005 | Tom Brokaw                                       |
| 2006 | Carlos Fuentes                  | 2007 | Bill Moyers                                      |
| 2008 | Lakhdar Brahimi                 | 2009 | Anthony Romero                                   |
| 2010 | Novaya Gazeta                   | 2011 | Michael J. Copps                                 |
| 2012 | Al Jazeera                      | 2013 | Paul Krugman                                     |
| 2014 | Maryam Durani                   | 2015 | Arthur Mitchell                                  |
| 2016 | Mazen Darwish                   | 2017 | Dan Rather                                       |
| 2018 | Erol Önderoğlu                  | 2019 | The Boston Globe                                 |
| 2020 | Maria Ressa                     | 2021 | Nikole Hannah-Jones                              |
| 2022 | Mai Khoi Do Nguyen              |      |                                                  |

## Premiati per la Libertà di Fede e Religione
(Roosevelt, January 6, 1941)
La seconda è la libertà per la quale ogni persona possa generare Dio nel suo modo, dappertutto nel mondo. (dall'Inglese, Franklin Delano Roosevelt nel suo discorso delle Quattro Libertà)
| Anno | Middelburg                                                              | Anno | Hyde Park                                                          |
| ---- | ----------------------------------------------------------------------- | ---- | ------------------------------------------------------------------ |
| 1982 | Willem A. Visser 't Hooft                                               | 1983 | Coretta Scott King                                                 |
| 1984 | Werner Leich e Christiann F. Beyers Naudé                               | 1985 | Elie Wiesel                                                        |
| 1986 | Bernardus Alfrink                                                       | 1987 | Leon Sullivan                                                      |
| 1988 | Teddy Kollek                                                            | 1989 | Raphael Lemkin e Hyman Bookbinder                                  |
| 1990 | László Tőkés                                                            | 1991 | Paul Moore Jr.                                                     |
| 1992 | Terry Waite                                                             | 1993 | Theodore M. Hesburgh, Congregazione della Santa Croce del Cono Sur |
| 1994 | Gerhart M Riegner                                                       | 1995 | Andrew Young                                                       |
| 1996 | Lord Runcie                                                             | 1997 | William H. Gray                                                    |
| 1998 | Desmond Tutu                                                            | 1999 | Corinne C. Boggs                                                   |
| 2000 | Cicely Saunders                                                         | 2001 | Johnnie Carr                                                       |
| 2002 | Nasr Abu Zayd                                                           | 2003 | Robert F. Drinan                                                   |
| 2004 | Sari Nusseibeh                                                          | 2005 | Cornel West                                                        |
| 2006 | Taizé Community                                                         | 2007 | Peter J. Gomes                                                     |
| 2008 | Karen Armstrong                                                         | 2009 | Eboo Patel                                                         |
| 2010 | Asma Jahangir                                                           | 2011 | Rev. Barry W. Lynn                                                 |
| 2012 | Patriarca Bartholomeo I di Costantinopoli                               | 2013 | Simone Campbell                                                    |
| 2014 | Prince El Hassan bin Talal of Jordan                                    | 2015 | William Barber II                                                  |
| 2016 | Dieudonné Nzapalainga, Omar Kobine Layama e Nicolas Guérékoyame-Gbangou | 2017 | Rev. Dr. Steve Stone e Dr. Bashar A. Shala                         |
| 2018 | Paride Taban                                                            | 2019 | Krista Tippett                                                     |
| 2020 | Religions for Peace International                                       | 2021 | Raphael Warnock                                                    |
| 2022 | Lian Gogali                                                             |      |                                                                    |

## Premiati per la Libertà dalla Povertà
(Roosevelt, January 6, 1941)
La terza è la libertà dalla povertà, che tradotta in termini moderni significa capire l'economia in modo da avere stretto in pugno uno stile di vita sano e pacifico per tutti, dappertutto nel mondo (dall'Inglese, Franklin Delano Roosevelt nel suo discorso delle Quattro Libertà)
| Anno | Middelburg                   | Anno | Hyde Park                                |
| ---- | ---------------------------- | ---- | ---------------------------------------- |
| 1982 | H. Johannes Witteveen        | 1983 | Robert S. McNamara                       |
| 1984 | Liv Ullmann                  | 1985 | John Kenneth Galbraith                   |
| 1986 | F. Bradford Morse            | 1987 | Mary Lasker                              |
| 1988 | Halfdan T. Mahler            | 1989 | Dorothy I. Height                        |
| 1990 | Emile van Lennep             | 1991 | Paul Newman e Joanne Woodward            |
| 1992 | Jan Tinbergen                | 1993 | Eunice Kennedy Shriver e Sargent Shriver |
| 1994 | Sadako Ogata                 | 1995 | Lane Kirkland                            |
| 1996 | Médecins Sans Frontières     | 1997 | Mark O. Hatfield                         |
| 1998 | Stéphane Hessel              | 1999 | George S. McGovern                       |
| 2000 | M. S. Swaminathan            | 2001 | March of Dimes                           |
| 2002 | Gro Harlem Brundtland        | 2003 | Dolores Huerta                           |
| 2004 | Marguerite Barankitse        | 2005 | Marsha J. Evans                          |
| 2006 | Muhammad Yunus, Grameen Bank | 2007 | Barbara Ehrenreich                       |
| 2008 | Jan Egeland                  | 2009 | Vicki Escarra                            |
| 2010 | Maurice Strong               | 2011 | Jacqueline Novogratz                     |
| 2012 | Ela Bhatt                    | 2013 | Coalition of Immokalee Workers           |
| 2014 | Hawa Abdi Diblaawe           | 2015 | Dr. Olufunmilayo Olopade                 |
| 2016 | Dr. Denis Mukwege            | 2017 | Ai-jen Poo                               |
| 2018 | Emmanuel de Merode           | 2019 | Franklin A. Thomas                       |
| 2020 | Sander de Kramer             | 2021 | Deepak Bhargava                          |
| 2022 | Nice Nailantei Leng'ete      |      |                                          |

## Premiati per la Libertà dalla Paura
(Roosevelt, January 6, 1941)
La quarta è la libertà dalla Paura, che tradotta in termini moderni significa una riduzione nel mondo di armamenti tanto che nessuna nazione possa essere nella posizione di commettere un atto di aggressione fisica contro un Paese confinante, dappertutto nel mondo. (dall'Inglese, Franklin Delano Roosevelt nel suo discorso delle Quattro Libertà)
| Anno | Middelburg                    | Anno | Hyde Park |
| ---- | ----------------------------- | ---- | --- |
| 1982 | J. Herman van Roijen          | 1983 | Jacob K. Javits |
| 1984 | Brian Urquhart                | 1985 | Isidor Rabi |
| 1986 | Olof Palme                    | 1987 | George Kennan |
| 1988 | Armand Hammer                 | 1989 | J. William Fulbright |
| 1990 | Simon Wiesenthal              | 1991 | Mike Mansfield |
| 1992 | Lord Carrington               | 1993 | George Ball |
| 1994 | Zdravko Grebo                 | 1995 | Elliot Richardson |
| 1996 | Shimon Peres                  | 1997 | Daniel K. Inouye |
| 1998 | Craig Kielburger              | 1999 | Robert O. Muller |
| 2000 | Louise Arbour                 | 2001 | Veterani della Seconda Guerra Mondiale: - Richard Winters (Armata degli USA - Robert E. Bush (Flotta degli USA) - William T. Ketcham (Marine degli USA) - Lee A. Archer, Jr. (Flotta degli USA) - Ellen Buckley (Medici dell'esercito degli USA) |
| 2002 | Ernesto Zedillo               | 2003 | Robert C. Byrd |
| 2004 | Max Kohnstamm                 | 2005 | Lee H. Hamilton e Thomas Kean |
| 2006 | Aung San Suu Kyi              | 2007 | Brent Scowcroft |
| 2008 | Willemijn Verloop - War Child | 2009 | Pasquale J. D'Amuro |
| 2010 | Gareth Evans                  | 2011 | Bryan A. Stevenson |
| 2012 | Hussain al-Shahristani        | 2013 | Ameena Matthews |
| 2014 | Malala Yousafzai              | 2015 | The Nation |
| 2016 | Human Rights Watch            | 2017 | Cristina Jiménez Moreta |
| 2018 | Urmila Chaudhary              | 2019 | Sandy Hook Promise |
| 2020 | Leoluca Orlando               | 2021 | Attivisti per la regolamentazione dei fondi del lavoro |
| 2022 | ÜniKuir                       |      | |

## Fonti
- Roosevelt Institute, List of laureates
- NOS (2008) TV documentary on the Four Freedoms Award
- Oosthoek, A.L. (2010) Roosevelt in Middelburg: the four freedoms awards 1982-2008, ISBN 978-9079875214
- American Rhetoric, Four Freedoms Speech of Roosevelt